# El Salvador (ort i Chile)
El Salvador är en ort i Chile.   Den ligger i provinsen Provincia de Chañaral och regionen Región de Atacama, i den norra delen av landet, 800 km norr om huvudstaden Santiago de Chile. El Salvador ligger 2 248 meter över havet och antalet invånare är 8 697.
Terrängen runt El Salvador är lite bergig, och sluttar brant västerut. Trakten runt El Salvador är nära nog obefolkad, med mindre än två invånare per kvadratkilometer.. Det finns inga andra samhällen i närheten.
Trakten runt El Salvador är ofruktbar med lite eller ingen växtlighet.